# Babycurus jacksoni
Espèce
Synonymes
- Rhoptrurus jacksoni Pocock, 1890

Babycurus jacksoni est une espèce de scorpions de la famille des Buthidae.

## Distribution
Cette espèce se rencontre en Tanzanie, en Ouganda et au Kenya. Sa présence au Congo-Kinshasa est incertaine.

## Description
La femelle holotype mesure 76 mm.
Babycurus jacksoni mesure de 60 à 87 mm.

## Systématique et taxinomie
Cette espèce a été décrite sous le protonyme Rhoptrurus jacksoni par Pocock en 1890. Elle est placée dans le genre Babycurus par Kraepelin en 1895.

## Étymologie
Cette espèce est nommée en l'honneur de Frederick John Jackson.

## Publication originale
- Pocock, 1890 : « A revision of the genera of Scorpions of the family Buthidae with descriptions of some South-African species. » Proceedings of the Zoological Society of London, vol. 10, p. 114–141 (texte intégral).